# Káva s párou

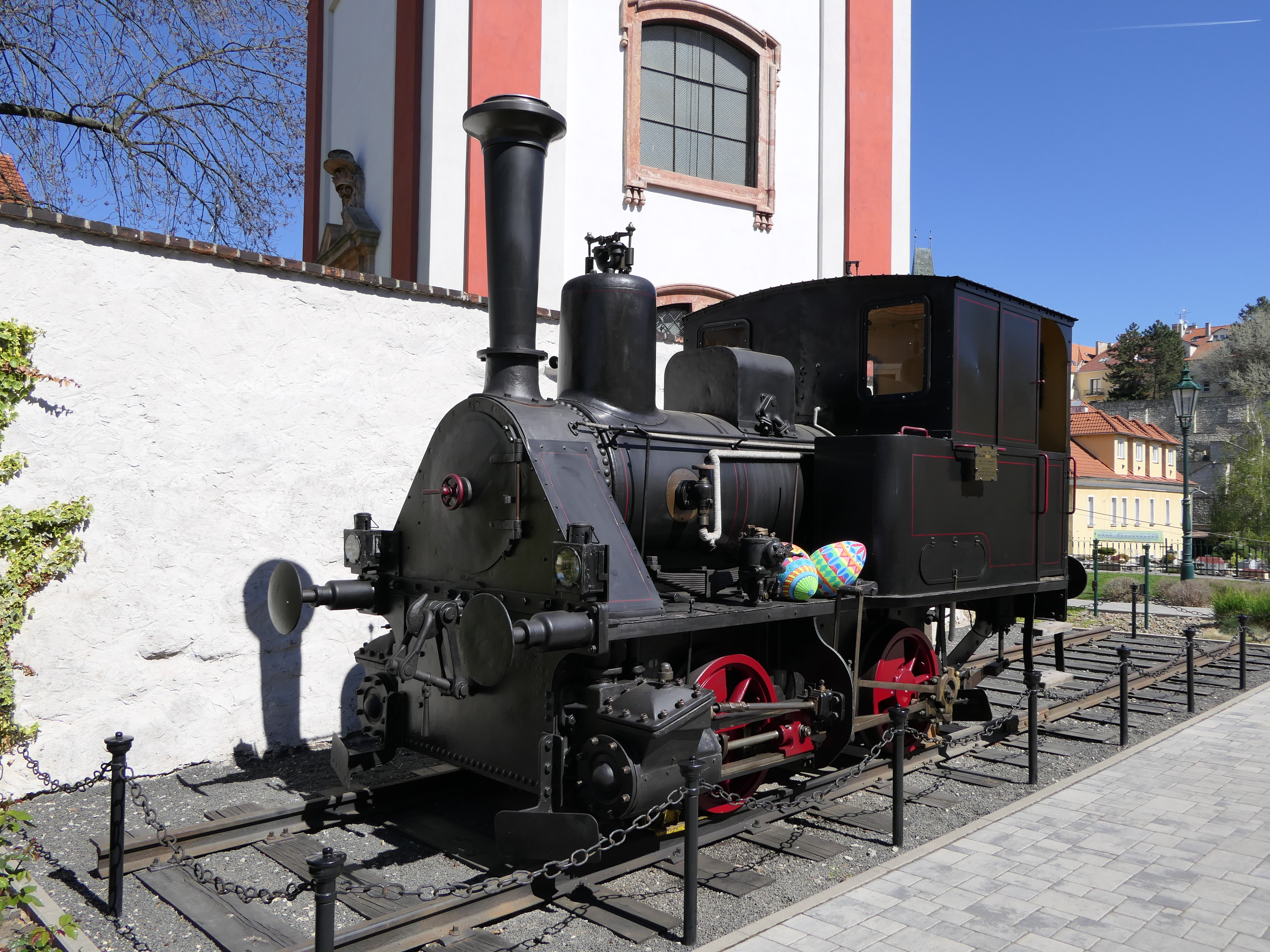
Parní lokomotiva instalovaná u kavárny

Káva s párou je kavárna zřízená manželi Janou a Miroslavem Plíhalovými v nevyužívaném železničním objektu v Litoměřicích v Ústeckém kraji. Provoz otevírali v červenci roku 2014. Postupně se zařízení stalo turistickou atrakcí a řadí se mezi nejoblíbenější kavárny ve městě. Pro zájemce je rovněž k dispozici malé muzeum pojmenované Kouzelný svět přednosty Artura zaměřené na železniční tematiku.

## Historie
Objekt byl zbudován roku 1884. Svému původnímu účelu sloužil do roku 1958. Když železničářka Jana Plíhalová slavila padesáté narozeniny, toužila mít oslavu v železničním objektu. Náhodně objevili dražbu bývalého litoměřického nádraží na trati Rakouské severozápadní dráhy mezi Lysou nad Labem a Ústím nad Labem. Uspěli v ní a o objekt se od března 2013 starají.
V roce 2014 v něm otevřeli kavárnu, kterou doplnilo zahradní kolejiště s miniaturami staveb ve městě jako je například barokní mlýn, stará radnice, katedrála svatého Štěpána, Kalich neboli Dům pod bání či zmenšenina samotného objektu železničního nádraží. Majitelé kavárny navíc ještě přikoupili parní lokomotivu číslo 3625 vyrobenou roku 1897 továrnou Krauss Mnichov, kterou ke svému objektu 21. května 2014 instalovali do míst, kudy vedla původní trať.

## Ocenění
Roku 2016 zvítězili v anketě o nejkrásnější nepoužívané železniční nádraží a o dva roky později (2018) uspěli v soutěži Má vlast cestami proměn, v níž spolu soupeřilo 96 budov, jež prošly výraznou stavební úpravou.